# Danny Simpson
Daniel Peter Simpson (Eccles, Great Manchester, 4 de janeiro de 1987) é um futebolista inglês.. Joga atualmente no Bristol City. 
É produto da academia do Manchester United atuando pelos reserves em 2005, durante seu desenvolvimento passou por clubes como Sunderland, Ipswich Town, Blackburn Rovers e Royal Antwerp por empréstimo. Estava cedido ao Newcastle por seis meses até acertar permanentemente com os Magpies em 2010, sendo que 4 anos após, juntou-se ao Queens Park Rangers numa transferência sem custos em junho de 2013 por um ano, até se juntar ao Leicester na temporada seguinte.

## Carreira

### Manchester United
Estreou contra o time sul-africano Kaizer Chiefs, em 18 de julho de 2006, na qual os Reds venceram.

#### Empréstimos

##### Royal Antwerp
No início de janeiro de 2006, junto com outros jogadores jovens do United, foi emprestado ao time belga para o restante da temporada para adquirir experiência. Simpson passou parte da temporada 2006/07 em Antuérpia até retornar em janeiro de 2007.

##### Sunderland
Em 25 de janeiro de 2007, foi emprestado até o resto da temporada ao time inglês, junto com Jonny Evans. Ganhou o título da Championship nessa temporada.

##### Retorno ao Manchester United
Simpson retornou em 2007/08 e assinou um novo contrato em Setembro de 2007 até 2010. Sua 1ª aparição oficial foi na Copa da Liga, na derrota por 2-0 ao Coventry City, e pela Premier League em 6 de outubro de 2007 contra o Wigan no Old Trafford, aos 30 minutos no lugar de John O'Shea que houvera se lesionado. Deu a assistência do quarto gol no cruzamento para Wayne Rooney na vitória por 4-0. Sua estreia na Europa aconteceu em 23 de outubro de 2007 ao substituir Ryan Giggs no 80º minuto contra o Dynamo de Kiev, jogou como titular o jogo de volta contra o mesmo Dynamo de Kiev em 7 de novembro de 2007.

##### Ipswich Town
Em 21 de Março de 2008, foi emprestado ao Ipswich Town. Com Gary Neville voltando ao time titular e Wes Brown mais bem preparado, foi decidido por Alex Ferguson que adquirisse mais experiência fora do United.

##### Blackburn Rovers
Em 4 de agosto de 2008 assinou um contrato de empréstimo com os Rovers. Debutou por eles em 27 de agosto de 2008 na vitória por 4-1 contra Grimsby Town no 2º round da Copa da Liga Inglesa e na Premier League na derrota por 4-0 em casa contra o Arsenal. Simpson esteve presente em quase todos os jogos nas competições caseiras, excetuando-se o 5º round da Copa da Liga quando enfrentara o Manchester United devido a cláusula de empréstimo. Jogou 11 das 14 partidas da Premier League até o Natal. Após o Boxing Day, jogou mais uma partida e contra o Arsenal novamente em uma derrota de 4-0. Em maio de 2009 retornou ao United por falta de oportunidades e fim do período de empréstimo.

### Newcastle United
Em 14 de agosto de 2009, juntou-se aos Magpies por empréstimo até janeiro de 2010, estreando na vitória por 1-0 contra o Sheffield Wednesday no St. James Park. Marcou seu 1º gol por essa camisa contra Peterborough United em 7 de novembro de 2009.
Ao término do contrato de empréstimo, foi acordado entre os clubes a compra do jogador por £750,000 e um contrato assinado de três anos e meio, a partir de 20 de janeiro de 2010
Foi importante para a conquista do 2º título da Championship pelos Magpies, jogando no sacrifício até o fim da temporada - posteriormente descobrindo que teria que passar por uma cirurgia em seu tornozelo. Ficou 3 meses de fora se recuperando e perdeu o 1º mês da nova temporada. Voltou na vitória por 2-1 contra o West Ham, substituindo James Perch na lateral-direita. Com performances consistentes, formou a dupla com Joey Barton no flanco direito.
Em 20 de setembro de 2011, marcou na vitória por 4-3 contra o Nottingham Forest pelo 3º round da Copa da Liga Inglesa.
Em 10 de dezembro de 2011, jogou como titular na derrota por 4-2 ao Norwich City com James Perch sendo sua dupla de zaga.
Em 4 de janeiro de 2012, começou como titular na vitória por 3-0 contra seu antigo clube (o Man.Utd) e salvou uma bola em cima da linha.

### Queens Park Rangers
Com o expirar do contrato em 2012/13, assinou por 3 anos com o time londrino em 27 de junho de 2013. Marcou seu 1º pelo QPR contra o Exeter City pela Copa da Liga em 6 de agosto de 2013. Jogou 33 vezes até conseguirem avançar aos play-offs da Championship.

### Leicester City
Em 30 de agosto de 2014, assinou por 3 anos com os recém-promovidos à Premier League, debutando na derrota por 2-0 contra o Crystal Palace em 27 de setembro. Jogou pela 2ª vez apenas em 7 de dezembro, pois sempre disputava a titularidade da posição com De Laet. Jogou 14 vezes na temporada 2014/15 pelos Foxes.
Em 2015/16, sob o comando de Claudio Ranieri ganhou a posição após a derrota por 5-2 em casa para o Arsenal. A convicção do italiano era a de que o inglês raramente se aventurava no campo de ataque e que seria mais adequado à tarefa defensiva que seu companheiro. Permaneceu titular até o fim da temporada, sendo que acabou expulso na derrota por 2-1 contra o Arsenal devido a dois cartões amarelos. Mesmo assim, as Raposas se firmaram na liderança e asseguraram o título inédito.
Rescindiu seu vínculo com o clube no final da temporada 2018-19.

### Huddersfield Town
Após o término do vínculo com seu antigo clube, Simpson assinou por uma temporada com o clube da segunda divisão inglesa Huddersfield.

### Bristol City
No dia 26 de março de 2021, juntou-se ao Bristol até o restante da temporada, fazendo com que se reencontrasse com seu antigo treinador, Nigel Pearson. Em junho foi assinada extensão de seu contrato e em 7 de março do ano seguinte, ele e o clube decidiram pela rescisão.

#### Como agente livre
Danny Simpson começou a fazer aparições na TV como comentarista em 2022. Apesar disso, afirmou que ainda não estava pensando em se aposentar e que estava à procura de um novo clube, além de lançar uma campanha de auxílio à saúde mental de jogadores que se encaminhavam para o fim de suas carreiras.
Em outubro de 2023, foi visto no Manchester United se habilitando pra licença de treinador, pesando a atitude que tomaria em sua carreira.

### Macclesfield
Em dezembro assinou com o clube da Northern Premier League (sétima divisão inglesa) chamado Macclesfield.

## Títulos
Leicester
- Premier League: 2015–16